# Родріго Дутерте
Родрі́го Роа Дуте́рте (себ. Rodrigo Roa Duterte; нар. 28 березня 1945) — 16-й Президент Філіппін (2016—2022). Юрист і політик вісайського походження. Обіймав посаду мера Давао, міста на острові Мінданао 7 термінів, понад 22 роки. Також був віцемером і конгресменом міста.

## Юність
Дутерте народився 28 березня 1945 року в Маасіне в Південному Лейте в родині Вісенте Дутерте (пом. в 1988 році), майбутнього губернатора провінції Давао, і Соледад Роа (пом. 4 лютого 2012), шкільної вчительки та за сумісництвом громадської діячки. Сім'я переїхала в регіон Давао в 1951 році.
В 1956 році Родріго закінчив початкову школу Ім. Святої Анни в Давао. Згодом його двічі виганяли зі школи за погану поведінку і другий ступінь освіти він завершив в Академії Святого Хреста в місті Дігос. У 1968 році здобув ступінь бакалавра мистецтв в Ліцеї Філіппінського університету в Манілі. У 1972 він закінчив Юридичний коледж Святого Біди, де здобув юридичну освіту. У тому ж році він склав іспит на право займатися адвокатською практикою. В кінцевому підсумку він посів посаду юрисконсульта в прокуратурі міста Давао (1977—1979); потім Родріго став четвертим (1979—1981), третім (1981—1983) і нарешті другим (1983—1986) заступником прокурора міста Давао.

## Освіта
Дутерте ходив до Лабунської Початкової Школи в Маасіні протягом року. Решту початкової освіти він здобув у Початковій Школі Святої Анни у місті Давао, яку він закінчив у 1956 році. Свою середню освіту він здобув у тодішньому Коледжі Святого Хреста (нині Коледж Кор Джесу) у теперішньому місті Дігос, у вже неіснуючій провінції Давао, після того, як був двічі виключений з попередніх шкіл. Одною з них була Вища Школа Атенео у Давао, звідки Дутерте був виключений через неправомірні дії. Вищий навчальний заклад він закінчив у 1968 році у ступені бакалавра в галузі політології в ліцеї Філіппін в Манілі. Також у 1972 році він отримав диплом юриста у юридичному коледжі в Сан-Беда, що досі знаходиться в Манілі. У тому ж році він склав іспит, який дозволив йому займатися приватною юридичною практикою.
Зрештою Дутерте став спеціальним радником в прокуратурі міста у Давао, починаючи з 1977 і по 1979 рр.  Був четвертим помічником прокурора міста від з 1979 по 1981 рр. Третій помічник прокурора міста від з 1981 по 1983 рр., а потім і другий помічник прокурора міста від з 1983 по 1986 рр.
Дутерте заявив, що стріляв у однокурсника під час навчання в юридичній школі, за нібито постійні чіпляння до нього через його вісайське походження. Жертва вижила, а хоча Дутерте й було заборонено брати участь у навчанні, він все ж отримав диплом[джерело?].

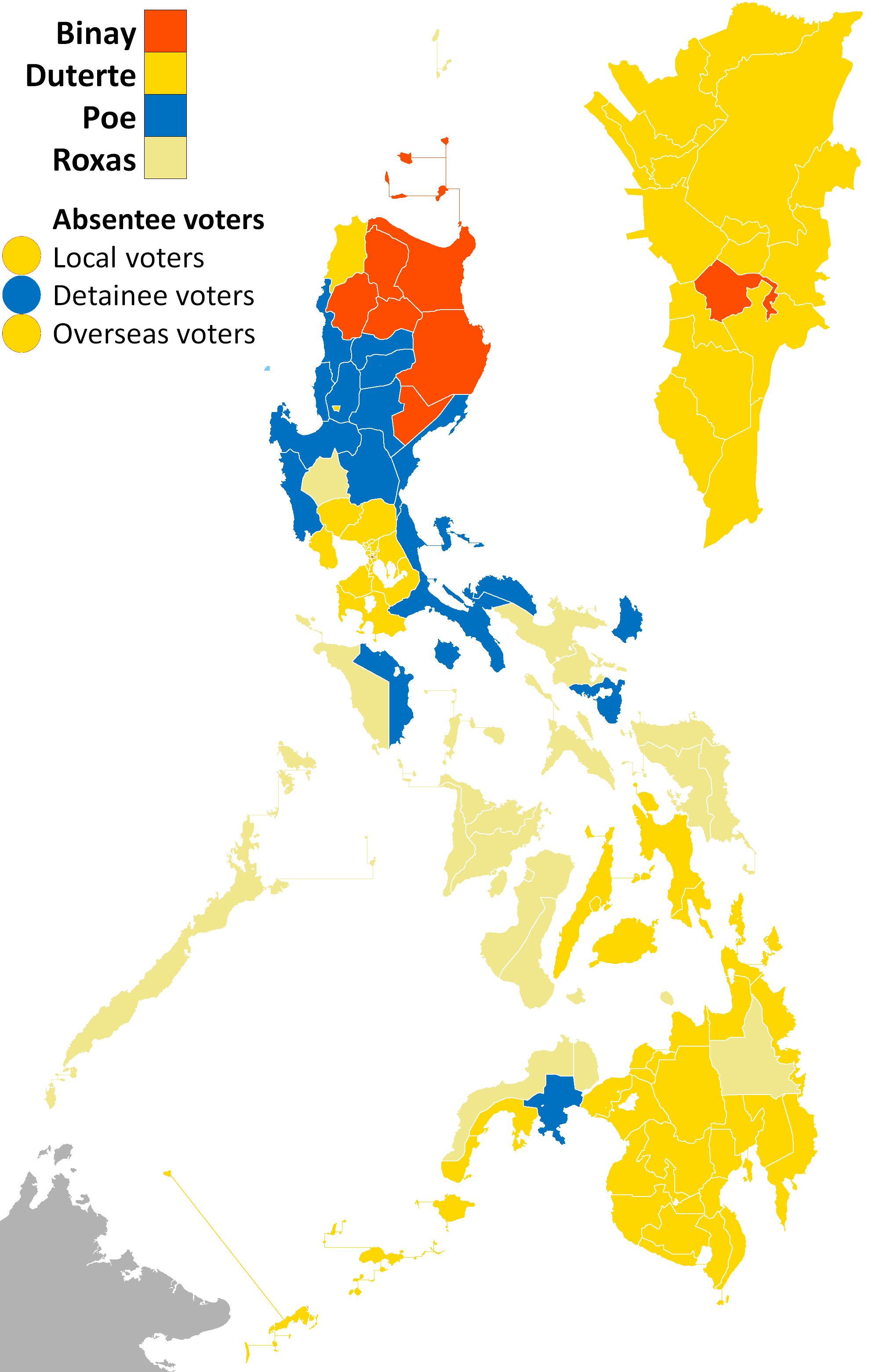
Результати голосування на Філіппінах (2016)

## Президентство
Під час інавгурації в Манілі заявив:
Наркодилери знищують наших дітей. Я попереджаю вас, не втручайтеся в це (наркоторгівлю), навіть якщо ви поліцейський, бо я вб'ю вас.

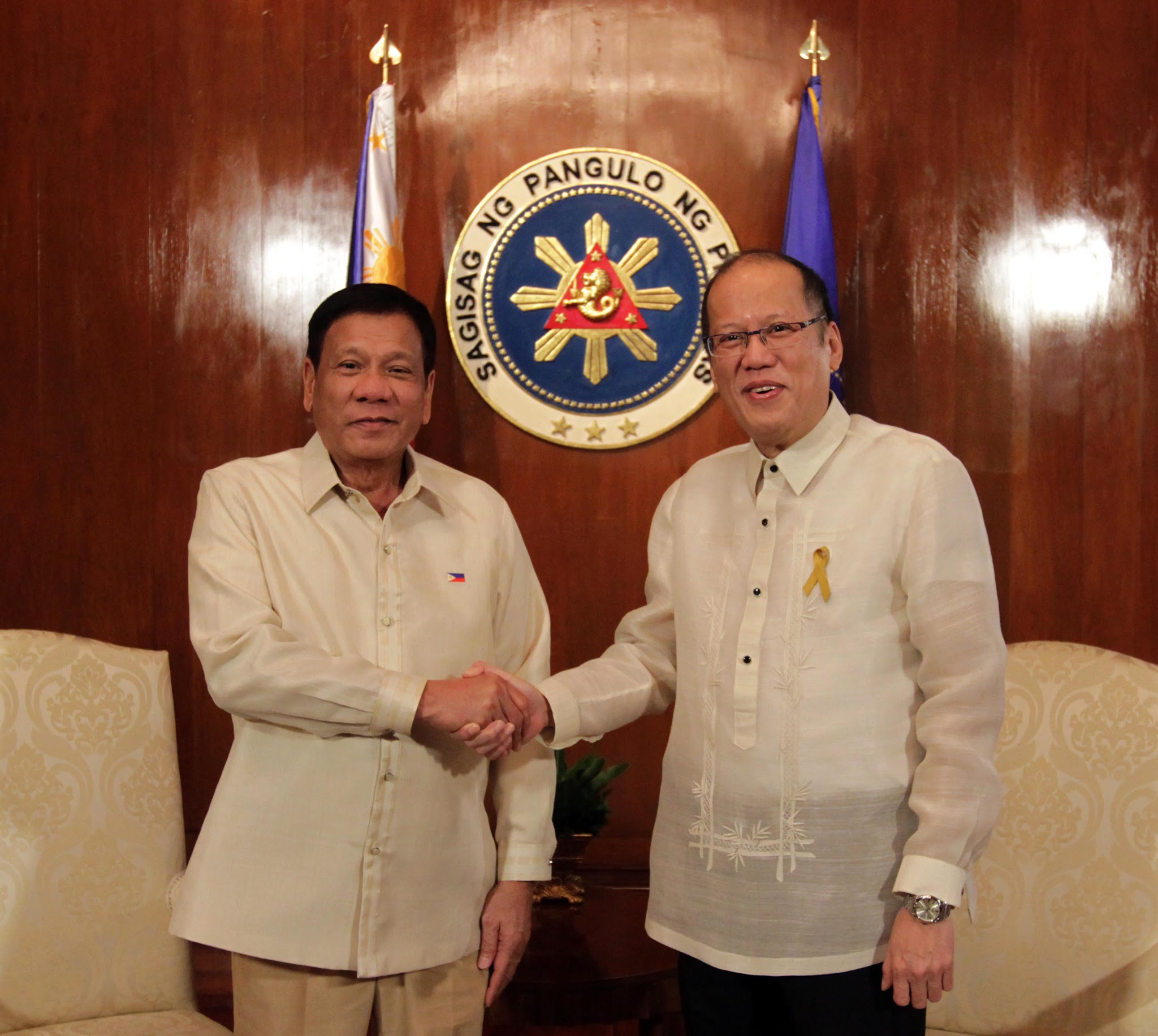
Обраний президент Дутерте (ліворуч) і президент Беніньо Акіно III, який покидає свою посаду, у палаці Малаканьянг у день інавгурації, 30 червня 2016 року

Після цього Дутерте натякнув всій поліції Філіппін, що пробачить вбивство наркодилерів під час спецоперацій і облав. З початком президентства Дутерте в країні почалися масові вбивства наркодилерів. Після цього США заявили уряду Філіппін, що можуть припинити поставки зброї для армії Філіппін, якщо й надалі продовжаться порушення принципу верховенства права, процесуальних гарантій і прав людини. Уряд Філіппін заявив, що він проти позасудових розправ без участі правоохоронців, хоча і має намір викоренити наркоторгівлю.
У серпні 2016 року у ЗМІ по всьому світі з'явилася інформація, що 900 наркодилерів були вбиті на Філіппінах. Вбивства відбувалися під час облав і спеціальних операцій, які влаштовували поліцейські і цивільні активісти. Дутерте на одному з брифінгів зачитав імена сотні політиків, військових, співробітників поліції і інших впливових людей, заявивши, що вони мають стосунок до виготовлення та продажу наркотиків і отримують від цього прибуток, після чого наказав їм здатися.
19 серпня 2016 спеціальний доповідач ООН з проблеми позасудових страт Аньєс Калламар заявила, що заклики Дутерте вбивати тих, кого він вважає наркодилерами, є безвідповідальним кроком. Мало того, такі вчинки — злочин. 21 серпня Родріго Дутерте заявив, що розглядає питання про вихід Філіппін з ООН. Також Дутерте сказав, що ООН не може впоратися з голодом, тероризмом і військовим конфліктом в Сирії та Іраку. Також він сказав, що розглядає можливість створити новий міжнародний орган (який, на його думку, буде краще за ООН), у складі якого будуть Філіппіни, Китай і деякі країни Африки.
21 листопада 2015 року оголосив про виставлення своєї кандидатури на посаду президента Філіппін на виборах у 2016 році, на яких переміг.
У жовтні 2021 року Родріго Дутерте оголосив, що не балотуватиметься на пост віцепрезидента у 2022 році і піде з політичного життя.

Коментуючи Російське вторгнення в Україну, Дутерте у травні 2022 року сказав:
Путін і я — обидва вбивці. Я давно казав вам, філіппінцям, що я справді вбиваю. Але я вбиваю злочинців, я не вбиваю дітей та старих людей. Ми з Путіним належимо до двох різних світів.

## Суперечки й критика

### Політика нульової терпимості
Дутерте, якого вже охрестили «Карателем» за версією журналу Time, був критикований з боку правозахисних організацій, таких як Amnesty International та Human Rights Watch, за дозвіл так званим Ескадронам Смерті Давао на неофіційні вбивства підозрюваних у злочинній діяльності. У квітні 2009 року Генеральна Асамблея ООН і Рада ООН з прав людини, в доповіді ООН (одинадцята сесія, пункт 3 порядку денного, параграф 21) заявила: «Мер Давао не зробив нічого, щоб запобігти цим вбивствам, і його публічні коментарі свідчать про те, що він це, по суті, підтримує». Human Rights Watch повідомили, що в 2001—2002 роках, Дутерте з'явився на місцевому телебаченні та радіо і оголосив імена «злочинців», деякі з яких згодом були вбиті. В липні 2005 року на саміті з приводу злочинності в готелі Маніла, політик заявив: «Звичайне вбивство злочинців залишається найефективнішим способом придушити викрадення і незаконну наркоторгівлю».
У 2009 році Дутерте зробив заяву: «Якщо ви займаєтеся незаконною діяльністю в моєму місті, якщо ви є злочинцем або частиною синдикату, що полює на невинних людей міста, доти, поки я є мером, ви будете законною ціллю для вбивства». У 2015 році Дутерте підтвердив свої посилання на неофіційні вбивства в Давао, і попередив, що в разі обрання президентом він може вбити ще до 100.000 злочинців. Після зазначеного твердження, Дутерте кинув виклик посадовим особам в області прав людини, щоб вони порушили справу проти нього, якщо зможуть надати докази в його зв'язках з групами лінчувателів.
Дутерте відреагував на звіти про арешт і подальше звільнення сумнозвісного наркобарона в Манілі, сказавши: «Тут у Давао, ви не можете піти живим. Ви можете вибратися із в'язниці, але тільки всередині труни. Ви називаєте це позасудовим вбивством? Тоді я просто приведу наркобарона до судді, і вб'ю його там, тоді ви вже не зможете назвати це вбивство позасудовим.»
Посилаючись на арешт підозрюваного у контрабанді рису, Дутерте виступив в сенаті штату сказавши: «Якщо цей хлопець піде в Давао і почне розвантажувати контрабандний рис, я з задоволенням вб'ю його.» За ці зауваження Дутерте став жертвою нападу з боку редакційної статті в The Manila Times, в якій засуджувався «менталітет беззаконня і самосуду». Газета стверджувала, що ця культура безкарності дозволила тим, хто при владі, в тому числі посадовим особам, власних «приватних польових командирів і бізнес-дружинників», щоб розбиратися з тими, хто діяв проти їх інтересів: «вони вбивають журналістів, що викривають корупцію, і правозахисників, які викривають нікчемних поліціянтів і військовослужбовців». Слідом за коментарем Дутерте стосовно вбивства людини, підозрюваного в контрабанді рису, офіс президента Філіппін виступив із заявою про те, що: «Вбивство людини є порушенням закону. Президент був твердо переконаним, що ніхто не може бути вище закону. Ми не повинні вдаватися до методів лінчувателів».

### Світова сцена

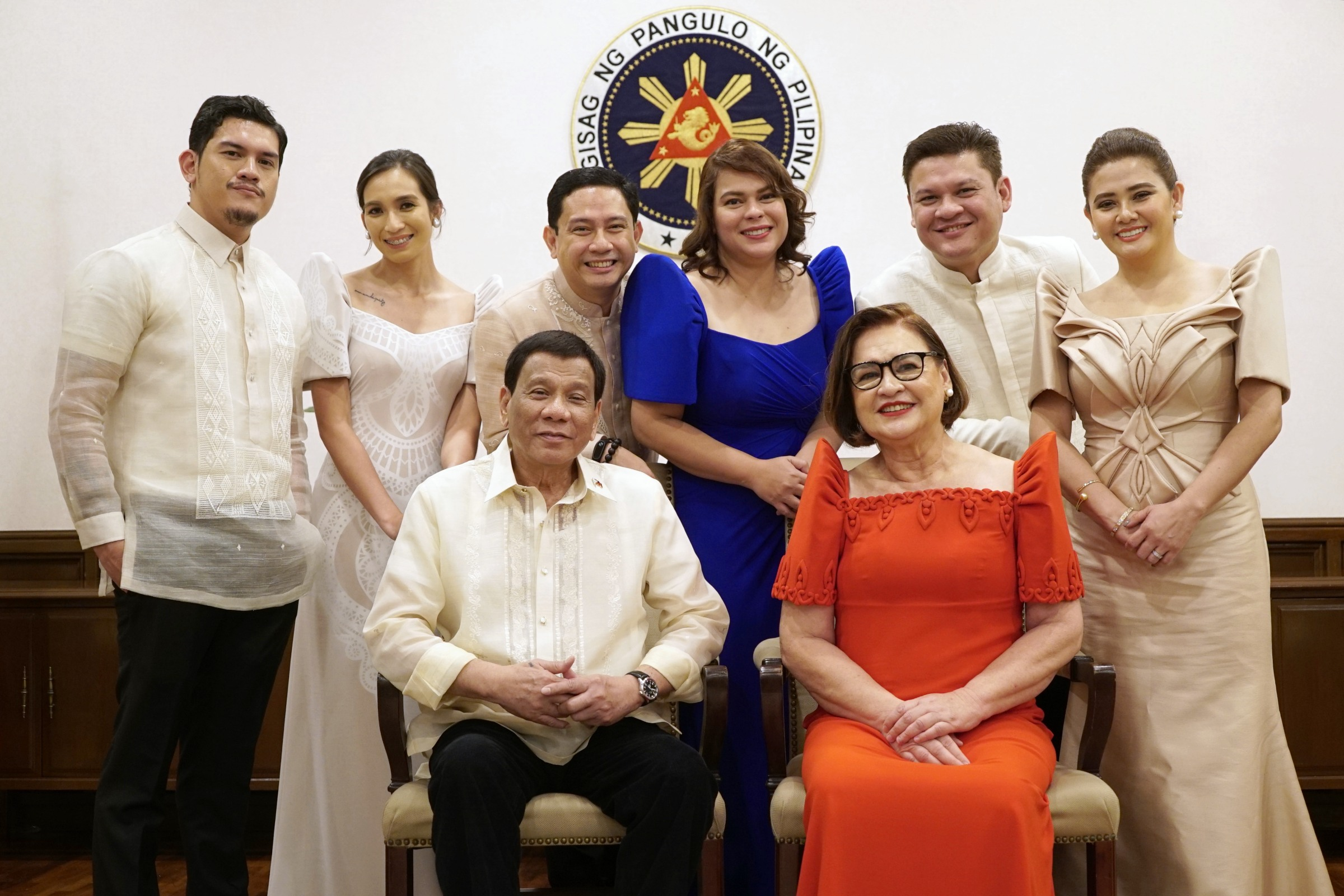
Дутерте (сидить ліворуч) зі своєю першою родиною після свого третього звернення до народу у 2018 році

У 1995 році, після того, як Флор Контемпласьон, філіппінець, був страчений в Сингапурі після того, як зізнався в подвійному вбивстві, Дутерте, як мер Давао, нібито спалив прапор Сингапуру (хоча це пізніше було спростовано) і приєднався у протесті до 1000 співробітників Давао.
На початку вересня 2015 року, трапився прикрий інцидент, в якому туриста змусили проковтнути свій недопалок в місцевому барі в місті Давао після того, як турист відмовився підкоритися громадському антитютюновому закону міста. Дутерте особисто зв'язався з власником бару, пішов туди і змусив туриста проковтнути недопалок. Через це Дутерте потім довелося вислуховувати багато критики, особливо з боку Комісії з прав людини.
У липні 2016 року Дутерте звинуватив Велику Британію і Сполучені Штати в імпорті тероризму на Близький Схід через його втручання, сказавши: «США зруйнували Близький Схід … Велика Британія і США не визнають, що вони вторглися в Ірак і вбили Саддама. Подивіться на Ірак в даний час. Подивіться, що сталося з Лівією. Подивіться, що сталося з Сирією».
У серпні 2016 року, Дутерте критикували після того, як він зробив гомофобний коментар на адресу посла США у Філіппінах Філіпа Голдберга, заявивши: «Ми розмовляли з Кері. Сам він нормальний, але я посперечався з послом. З його послом-підором, викурвком, який мене бісить». Дутерте також додав: «Він (Голдберг) втручався у виборчий процес, роблячи заяви тут і там. Він не повинен був зробити цього». Державний департамент США направив до Філіппін повіреного у справах Патріка Чуасото, щоб обговорити коментарі Дутерте. Але він відмовився просити вибачення.
У тому ж місяці, експерти Організації Об'єднаних Націй з прав людини закликали до припинення позасудових вбивств підозрюваних у торгівлі наркотиками, близько 900 з яких були страчені після травневих виборів, звинувативши Дутерте в «підбурюванні до насильства і вбивства, що є злочином за міжнародним правом». У відповідь Дутерте пригрозив залишити ООН і утворити окрему організацію з Китаєм і африканськими країнами. Він повідомив на прес-конференції 19 серпня: «Нині, Організація Об'єднаних Націй, на кожну сказану вами погану річ про мене, я можу сказати 10 про вас. Я говорю вам, ви є inutil („безкорисний“ на філіппінський вуличній мові). Тому що, якщо би ви самі дійсно дотримувалися своїх постанов, то вже давно могли зупинити всі ці війни і вбивства (в Сирії і Іраку)». Відповідаючи на питання про можливі наслідки, він заявив: «Які такі наслідки? Мені насрати на них». Він сказав, що ООН діяв проти протоколу: «Ви не можете просто взяти і зробити якусь срану заяву проти країни».

## Особисте життя
Дутерте відомий як пристрасний шанувальник великих мотоциклів, але ненавидить розкішні автомобілі. Також відомий своєю відкритою та голосною позицією на публіці, особливо в інтерв'ю, він без вагань неодноразово вживав ненормативну лексику в прямому ефірі на екрані, незважаючи на попередні офіційні прохання медіа-груп і шкіл утриматися. Дутерте має власне місцеве шоу в місті Давао під назвою Gikan Sa Masa, Para Sa Masa («Від мас, для мас»), яке транслюється як блок-таймер на ABS-CBN Davao. Він також є членом Lex Talionis Fraternitas, братства, що базується в коледжі права Сан-Беда та університеті Атенео де Давао.
Донька Сара Дутерте.
Окрім своєї рідної себуано, Дутерте також вільно володіє філіппінською та англійською мовами.

### Сексуальна орієнтація
У червні 2019 заявив, що відчував себе «трохи геєм», коли одружився з колишньою дружиною Елізабет Циммерман. Однак «вилікувався», коли одружився з Хонейлет Авансене. Відомий гомофобними висловлюваннями.

## Розслідування
У березні 2025 року Дутерте було заарештовано в аеропорту Маніли за запитом Міжнародного кримінального суду у справі про тисячі позасудових страт під час «війни з наркотиками» протягом 2016—2022 років. Незважаючи на арешт, популярність Дутерте у Давао не зменшилася.